# Perfect Strangers (série)
Perfect Strangers (título original), Primo Cruzado (no Brasil) ou Eternos Novatos (em Portugal) é uma série do tipo sitcom produzida entre 1986 e 1993, tendo ao todo oito temporadas.
Considerada por muitos como uma das maiores comédias-pastelão já produzidas, a série fez muito sucesso tanto no seu país de origem como em Portugal e no Brasil, onde foi exibida durante os anos de 1987 a 1990 pela Rede Globo na Sessão Comédia, um bloco só para sitcoms norte-americanas e em 1994, a série foi transmitida pelas madrugadas de sexta para sábado da emissora, sendo exibida até 1995. Na tv por assinatura, foi exibido em 2004 pelo Canal Sony (apenas as duas primeiras temporadas) e entre 2006 e 2007 no bloco Nick at Nite do canal Nickelodeon.

## Personagens
- Larry Appleton - Um residente de Chicago que tardiamente se mudou para uma nova casa separado de sua família, mas logo passa a morar com seu primo. Sonha em se tornar um fotógrafo.
- Zeca Taylor (Balki Bartokomous no original)- Primo de Larry que veio do interior de Minas Gerais (de Mypos, uma ilha no Mar Mediterrâneo no original). Ingénuo, fala com um sotaque da região de origem.
- Senhor Donald Twinkacetti - Patrão de Larry e Balki até a terceira temporada.
- Sr. Gorpley - Patrão de Larry e Balki a partir da terceira temporada.
- Senhora Twinkacetti - A esposa do senhor Twinkacetti. Num dos episódios ameaçou separar-se do seu marido.
- Sra. Lydia - Amiga de Larry e Balki a partir da terceira temporada.
- Harriette Winslow - Dirige o elevador do prédio onde Balki e Larry trabalham a partir da terceira temporada.
- Mary Anne Spencer - Esposa de Zeca a partir da quarta temporada.
- Jennifer Lyons - Esposa de Larry a partir da quarta temporada.

## Elenco

### Atores Estadunidenses
- Larry Appleton - Mark Linn-Baker
- Balki Bartokomus - Bronson Pinchot
- Senhor Donald Twinkacetti - Ernie Sabella
- Lise Cutter - Susan Campbell

### Dubladores Brasileiros
- Zeca (Balki) - Newton da Matta
- Larry - Eduardo Borgerth
- Senhor Twinkacetti - Amaury Costa
- Susan - Adriana Torres